# إفتانديل إسرافيلوف
إفتانديل عين الله أوغلي إسرافيلوف (بالأذرية: Aftandil Eynulla oğlu İsrafilov) (24 يناير 1941، باكو - 29 أبريل 2023، باكو)هو موسيقي أذري، لُقِّب بفنان الشعب في جمهورية أذربيجان (1998)، وبفنان الشعب لجمهورية داغستان (2008).

## حياته
ولد إفتانديل إسرافيلوف يوم 24 يناير 1941 في باكو. دخل كلية الهندسة المدنية في جامعة أذربيجان التقنية، وبسبب اهتمامه بالهرمونيكا ترك دراسته وكرس حياته للموسيقى. بدأ إسرافيلوف نشاطه كموسيقي محترف منذ عام 1964. لُقِّب بفنان الشعب لجمهورية أذربيجان في عام 1998، ونال وسام الشهرة في عام 2016 لخدماته الاستثنائية في تطوير مدرسة الفنون المسرحية الأذربيجانية.
توفي إفتانديل إسرافيلوف في 29 أبريل 2023 في باكو.